# 902
Раннє Середньовіччя  •  Епоха вікінгів  •  Золота доба ісламу  •  Реконкіста

## Геополітична ситуація
У Візантії триває правління Лева VI.  На підконтрольних франкам теренах існують Західне Франкське королівство, Східне Франкське королівство, Італійське королівство, Бургундія. Північ Італії належить Італійському королівству під владою франків, середню частину займає Папська область, герцогства на південь від Римської області незалежні, деякі області на півночі та на півдні належать Візантії, інші окупували сарацини. Піренейський півострів, окрім Королівства Астурія та Іспанської марки, займає Кордовський емірат. Північну частину Англії захопили дани, на півдні править Вессекс.  Існують слов'янські держави: Перше Болгарське царство, Велика Моравія, Богемія, Приморська Хорватія, Київська Русь. Паннонію окупували мадяри.
Аббасидський халіфат очолив аль-Муктафі, халіфат втрачає свою могутність. У Китаї править династія Тан. Значними державами Індії є Пала, Пратіхара, Чола. В Японії триває період Хей'ан. На північ від Каспійського та Азовського морів існує Хозарський каганат. 
Територію лісостепової України займає Київська Русь. У Північному Причорномор'ї співіснують різні кочові племена, зокрема хозари, алани, тюрки, угри, печеніги, кримські готи. Херсонес Таврійський належить Візантії.

## Події
- В Аббасидському халіфаті розпочалося правління аль-Муктафі.
- Страчено Саффаридського правителя Хорасану Амр ібн Лейса.
- Кармати напали на Сирію, що була під контролем Тулунідів, взяли в облогу Дамаск.
- Аглабіди повністю відвоювали Сицилію у Візантії.
- Кордовський емірат захопив острів Майорка.
- Імператор Людовик III повернувся з Італії в Прованс. Цим скористався Беренгар I Фріульський. Він повернувся в Італію і захопив Павію.
- У битві під Гольмом дани із Східної Англії зазнали поразки від англосаксів із Кенту.
- Мадяри напали на Велику Моравію.
- Династія Наньчжао втратила владу. Утворилася держава У і королівство Дачанге (902—828).